# 佐島勤
佐島 勤（さとう つとむ）は、日本のライトノベル作家。ストレートエッジ所属。

## 略歴
2008年から2011年の間、会社員生活のかたわら、佐島勤（さとう つとむ）名義でオンライン小説を小説投稿サイト「小説家になろう」で投稿する。子供の頃から架空の世界を頭の中で組み立てるのは好きだったが、小説を書こうとした切っ掛けはWeb小説を読み始めた時点から。第16回電撃小説大賞（2009年）に未公開のSF作品を別のペンネームで投稿した経験がある。なお、2011年12月に投稿サイトのアカウントは削除され、現在は閲覧できない。
2011年7月に『魔法科高校の劣等生』を電撃文庫から出版し、商業デビューする。現在も会社員を続けている兼業作家。
『電撃文庫MAGAZINE』 Vol.28（2012年11月号）からVol.33（2013年9月号）にかけて初の雑誌連載を行う（加筆して『魔法科高校の劣等生』12巻に収録）。

## 作風
ジュブナイルSF研究家の三村美衣による取材では、古典SFやソノラマ文庫のSFジュブナイルからの影響が強いと語っている。作家では夢枕獏や菊地秀行、好きな小説では菊地の『インベーダー・サマー』を挙げている。
『魔法科高校の劣等生』7巻のあとがきで「時代遅れの娯楽小説書き」という立場から「昭和の時代には特に珍しくもなく過激とも言えないレベルだが、おそらくライトノベル的には冒険だった」描写を含むと述べ、同作のプロフィール欄でも「遅れてきたジュブナイル作家」と称するなど、時代的に古い作風で描いていると本人は認めている。
執筆スタイルとしては、構成やあらすじ、書きたいシーンなどを先に考えてから本文を仕上げていくタイプ。文字数制限を意識していれば範囲内に収められるが、意識する必要がない場合、ついつい内容を詰め込んでしまう傾向がある。アマチュア時代から筆が早く、本業の仕事をしながらも1年あたり文庫4冊分に近いペースで執筆していた。デビュー後は、コミカライズ作品の原作提供なども並行して行なっている。

## 人物像
子供の頃の夢は、宇宙ロケットの開発者か、宇宙開発プロジェクトの投資家になる事だった。文庫版『魔法科高校の劣等生』の作者プロフィールによると、日本の片田舎に生まれ、少年時代は国産・海外のスペースオペラを糧に過ごし、青年時代（就職まで）はファンタジーと伝奇小説に傾倒したという。
出身地や生年月日などの詳細なプロフィールは公開されていないが「「電撃文庫MAGAZINE Vol.31 2013年5月号執筆陣あとがき がわりに……席替えでひと言」で高校時代は男子校に通っていたことが明かされた。
「とてもきっちりした方で、性格が作風に表れている」「やはりSF系のものには一家言あるよう」と担当編集者の三木一馬は話している。

## 作品リスト
- 魔法科高校の劣等生（『電撃文庫』、イラスト：石田可奈、全32巻） - 2014年よりアニメ化[10]
- 魔法科高校の劣等生 司波達也暗殺計画（『電撃文庫』、イラスト：石田可奈、既刊3巻）
- 続・魔法科高校の劣等生 メイジアン・カンパニー（『電撃文庫』、イラスト：石田可奈、既刊9巻）
- 新・魔法科高校の劣等生 キグナスの乙女たち（『電撃文庫』、イラスト：石田可奈、既刊7巻）
- ドウルマスターズ（『電撃文庫』、イラスト：tarou2、全5巻）
- 魔人執行官（『電撃文庫』、イラスト：キヌガサ雄一、既刊3巻）
- 神々が支配する世界で（『電撃文庫』、カバーイラスト：浪人、本文イラスト：谷裕司、全2巻）